# (1308) Halleria
(1308) Halleria ist ein Asteroid des Hauptgürtels, der am 12. März 1931 vom deutschen Astronomen Karl Wilhelm Reinmuth in Heidelberg entdeckt wurde.
Die Bezeichnung ist nach dem Schweizer Mathematiker Albrecht von Haller benannt.